# Imlay (Nevada)
Imlay es un lugar designado por el censo en el condado de Pershing en el estado estadounidense de Nevada.